# Станков
Станков (укр. Станків) — село в Моршинской городской общине Стрыйского района Львовской области Украины.
Население по переписи 2001 года составляло 1227 человек, по данным 2024 года составляло 1145 человек. Занимает площадь 19,37 км². Почтовый индекс — 82464. Телефонный код — 3245.